# Rajmund Ambroziak
Rajmund Ambroziak  (* 23. Januar 1932 in Łódź; † 20. Mai 1996 ebenda) war ein polnischer Pianist und Dirigent.
Ambroziak begann während der Besatzungszeit eine Klavierausbildung bei Helena Kijeńska-Dobkiewiczowa, später bei Antoni Dobkiewicz. Nach der Befreiung Polens war er Schüler von Maria Wiłkomirska und Kiejstut Bacewicz. Er war ordentlicher Professor an der Musikakademie Łódź sowie Direktor und künstlerischer Leiter des Musiktheaters Łódź, wo er bis 1990 auch als Dirigent wirkte. Als Klavierbegleiter trat er mit Musikern wie Teresa Żylis-Gary, Zdzisława Donat, Stefania Toczyska, Helena Łazarska, Zdzisław Krzywicki und seiner Ehefrau Delfina Ambroziak auf.